# Don't Stand So Close to Me
Singles de The Police
The Bed's Too Big Without You
(1980) De Do Do Do, De Da Da Da
(1980)
Pistes de Zenyattà Mondatta
Driven to Tears
Don't Stand So Close to Me est une chanson du groupe anglais The Police éditée en single en 1980.
Cette chanson parle de l'attirance d'une élève pour son jeune professeur et de la nervosité du professeur causée par cette attirance. The Police reçoit en 1982 le Grammy Award de la meilleure performance pop d'un duo ou groupe avec chant pour ce titre. Un réenregistrement de la chanson sort en 1986 sous le nom de Don't Stand So Close to Me '86.

## Première version
Cette chanson parle du désir, de la peur et de la culpabilité que ressent une élève envers son professeur et réciproquement. La musique et les paroles sont composées et écrites par Sting qui a par le passé été professeur au lycée. Lors d'un entretien pour le DVD du concert ...All This Time, Sting nie tout côté autobiographique de cette chanson. La phrase « Just like the old man in that book by Nabokov » (« comme le vieil homme dans ce livre de Nabokov ») fait référence au roman Lolita de Vladimir Nabokov qui porte sur le même thème (bien que le héros de Nabokov ne soit pas vieux).
Don't Stand So Close to Me apparaît sur l'album Zenyattà Mondatta (A&M) et atteint la première place des hit-parades anglais. C'est ce single qui fait connaître le groupe aux États-Unis, où il atteint la 10e place du Billboard Hot 100. Au Royaume-Uni, ce single est la meilleure vente de l'année 1980. Il a également reçu une certification d'or par la BPI.
La seconde face du disque, Friends, est écrite par Andy Summers et est inspirée par En terre étrangère (Stranger in a Strange Land), roman de science-fiction de Robert A. Heinlein.
Il est demandé à Sting de jouer Money for Nothing de Mark Knopfler alors qu'il est à Montserrat[Lequel ?]. Sting réutilise la mélodie de Don't Stand So Close to Me comme contrepoint aux paroles « I want my MTV ». C'est seulement après que la presse a parlé de cette histoire lors de la promotion de l'album Brothers in Arms que les avocats de Sting interviennent et les copies suivantes de l'album créditent alors Sting comme coauteur de la chanson avec Mark Knopfler. C'est une des deux seules chansons de Dire Straits créditant un second auteur.
Dans le clip, des mots sont écrits en latin sur le tableau derrière Sting.

### Titres[pasclair]
7" – A&M / AMS 7564 (UK)
1. Don't Stand So Close to Me — 4:03
2. Friends — 3:37

7" – A&M / AMS 2301 (US)
1. Don't Stand So Close to Me — 4:03
2. A Sermon — 2:34

### Musiciens
- Sting : basse, pédalier basse, chant
- Andy Summers : guitare, synthétiseur
- Stewart Copeland : batterie

### Classements
| Classement (1980–1981)                 | Meilleure position |
| -------------------------------------- | ------------------ |
| Afrique du Sud (Springbok Radio)       | 3                  |
| Allemagne (Media Control AG)           | 23                 |
| Australie (Kent Music Report)          | 3                  |
| Belgique (Flandre Ultratop 50 Singles) | 8                  |
| Belgique (Flandre VRT Top 30)          | 5                  |
| Canada (RPM 50 Singles)                | 2                  |
| Canada (CHUM)                          | 1                  |
| Espagne (AFYVE)                        | 5                  |
| États-Unis (Billboard Hot 100)         | 10                 |
| États-Unis (Cash Box)                  | 9                  |
| États-Unis (Record World)              | 12                 |
| États-Unis (Top Tracks)                | 11                 |
| France (SNEP)                          | 9                  |
| Irlande (IRMA)                         | 1                  |
| Italie (FIMI)                          | 3                  |
| Norvège (VG-lista)                     | 9                  |
| Nouvelle-Zélande (RMNZ)                | 2                  |
| Pays-Bas (Nederlandse Top 40)          | 3                  |
| Pays-Bas (Single Top 100)              | 3                  |
| Royaume-Uni (UK Singles Chart)         | 1                  |
| Suède (Sverigetopplistan)              | 14                 |

| Classement (1980)              | Position |
| ------------------------------ | -------- |
| Australie (Kent Music Report)  | 63       |
| Belgique (Flandre Ultratop 50) | 58       |
| Italie (FIMI)                  | 20       |
| Pays-Bas (Nederlandse Top 40)  | 34       |
| Pays-Bas (Single Top 100)      | 34       |
| Royaume-Uni (UK Singles Chart) | 1        |

| Classement (1981)              | Position |
| ------------------------------ | -------- |
| Australie (Kent Music Report)  | 75       |
| Canada (Top 100 Singles)       | 67       |
| États-Unis (Billboard Hot 100) | 71       |
| États-Unis (Cash Box)          | 59       |

### Certification
| Pays              | Certification | Date       | Unités certifiées |
| ----------------- | ------------- | ---------- | ----------------- |
| Royaume-Uni (BPI) | Or            | 01/09/1980 | 500 000           |

### Distinction
- 1982 : Grammy Award de la meilleure prestation pop d'un duo ou groupe avec chant[33]

## Réenregistrement de 1986
Singles de The Police
King of Pain
(1986) Can't Stand Losing You (live)
(1995)
Pistes de Every Breath You Take: The Singles
Walking on the Moon De Do Do Do, De Da Da Da
La chanson est réenregistrée en 1986 dans un nouvel arrangement. La nouvelle version apparait dans la compilation Every Breath You Take: The Singles sous le nom Don't Stand So Close to Me '86 et est vendue aussi en single. Ce single est un des premiers à être produit en CD.

### Liste des titres
45 tours – A&M / AM 354 (UK)
1. Don't Stand So Close to Me '86 — 4:47
2. Don't Stand So Close to Me (live) — 3:40

Maxi 45 tours – A&M / AMY 354 (UK)
1. Don't Stand So Close to Me '86 (Dance Mix) — 6:32
2. Don't Stand So Close to Me '86 — 4:47
3. Don't Stand So Close to Me (version originale) — 4:03
4. Don't Stand So Close to Me (live) — 3:40

### Classements hebdomadaires
| Classement (1986–1987)                  | Meilleure position |
| --------------------------------------- | ------------------ |
| Australie (Kent Music Report)           | 32                 |
| Belgique (Flandre Ultratop 50 Singles)  | 21                 |
| Belgique (Flandre VRT Top 30)           | 19                 |
| Canada (RPM 50 Singles)                 | 27                 |
| États-Unis (Billboard Hot 100)          | 46                 |
| États-Unis (Cash Box)                   | 56                 |
| États-Unis (Hot Mainstream Rock Tracks) | 10                 |
| Finlande (Suomen virallinen lista)      | 19                 |
| Irlande (IRMA)                          | 11                 |
| Nouvelle-Zélande (RMNZ)                 | 14                 |
| Pays-Bas (Nederlandse Top 40)           | 20                 |
| Pays-Bas (Single Top 100)               | 19                 |
| Pologne (Classements Singles)           | 29                 |
| Royaume-Uni (UK Singles Chart)          | 24                 |

## Parodie
Le groupe humoriste belge Les Snuls a parodié cette chanson dans un sketch où le titre devient D'Ostende sans Klaus Tomy,.